# 大羅霍江卡
50°11′33″N 35°49′56″E / 50.19250°N 35.83222°E
大羅霍江卡（羅馬化：Velyka Rohozianka）是位於烏克蘭東部的村莊，由哈爾科夫州博霍杜希夫區的佐洛奇夫市鎮負責管轄。該村處於羅戈江卡河畔，距離胡里尼夫卡2公里，始建於1730年，面積0.14平方公里，海拔高度146米，2001年人口503。